# Hvad nu Bhatso?
|  | Denne artikel er oprettet af botten PalnaBot ud fra en ekstern database. Den kan derfor have sproglige fejl eller mangler. Denne skabelon kan fjernes efter kontrol af indholdet. |

Hvad nu Bhatso? er en film instrueret af Anette Tony Hansen efter manuskript af Niels Lund.

## Handling
Bhatso betyder "gave", så Bhatsos forældre må have været glade for at få ham. Men de er nu begge døde af AIDS. Det betyder, at Bhatso og hans lillesøster Emily må flytte til en ny familie i en anden landsby. Mest savner Bhatso vennen Dalitso, som han dog er i en slags kontakt med gennem lertelefoner, som drengene sammen har lavet. I den nye familie møder Bhatso pigen Alima, som bliver hans nye veninde og fortrolige. Sammen tager de med Alimas far til Malawisøen, hvor han får en dejlig oplevelse og også møder Dalitso igen. En stemningsfuld saga i børnehøjde om stille smerte og endelig erkendelse af livets vilkår. Den giver både et fint indblik i livet i en afrikansk landsby og fortæller samtidig en universel historie. Ulandskalenderfilm 1997 fra Malawi i tre episoder.